# Urnebes
Urnebes ( srbsko: Урнебес ) (prevod: nered, zmešnjava) je vrsta solate, značilne za srbsko kuhinjo. Narejena je iz pekoče paprike, belega sira, z dodatkom soli in drugih začimb. V Južni Srbiji, od koder izvira, je narejena iz narezane paprike, z dodatkom sušene mlete paprike, ki ji daje značilno rdečo barvo. Odvisno od vrste in količine uporabljene paprike, je urnebes solata rahlo do zelo pekoča. Po navadi jo servirajo kot prilogo k jedem z žara. Včasih ji dodajo tudi česen.